# ريكاردو مينينديز مارش
ريكاردو مينينديز مارش هو ناشط وسياسي نيوزيلندي مكسيكي المولد ، وهو منذ عام 2020 عضو في البرلمان عن حزب الخضر في أوتياروا نيوزيلندا في مجلس النواب. وكان ترتيب قائمته عالياً بما يكفي لدخوله إلى البرلمان كنائب عن القائمة.